# الحنكة (بني سعد)

تعديل مصدري - تعديل

الحنكة هي إحدى قرى عزلة بني الشويشى بمديرية بني سعد التابعة لمحافظة المحويت، بلغ تعداد سكانها 375 نسمة حسب تعداد اليمن لعام 2004.